# Хлопці нашої вулиці
«Хлопці нашої вулиці» (азерб. «Bizim küçənin oğlanlari») — радянський художній фільм 1973 року, знятий на кіностудії «Азербайджанфільм».

## Сюжет
Фільм розповідає про конкретні місцеві традиції і звички окремих вулиць села і про майбутнє кварталу тієї же місцевості. Кілька місцевих молодих людей закінчили середню школу і намагаються знайти своє місце в житті.

## У ролях
- Енвер Гасанов — Аріф
- Садагят Дадашова — Ельміра
- Салман Ісмаїл — Тофік
- Омур Нагієв — Расім
- Насіба Зейналова — тітка Сарія
- Аліага Агаєв — Мехді
- Агасадих Джерабейлі — Рустам кіши
- Малік Дадашов — Абдул
- Шахмар Алекперов — Ібрагім
- Таріел Гасимов — Аліш
- Земфіра Ісмаїлова — Гульяз
- Лейла Бадирбейлі — Лейла
- Софа Баширзаде — Сона
- Бахадур Алієв — перехожий
- Алмас Аскерова — дружина Ібрагіма

## Знімальна група
- Автор сценарію: Октай Оруджов
- Режисер-постановник: Тофік Ісмаїлов
- Оператор-постановник: Рафік Гамберов
- Художник-постановник: Надір Зейналов
- Композитор: Назім Алівердибеков
- Звукооператор: Камал Сеїдов
- Монтажер: Євгенія Маханкова
- Директор фільму: Алі Мамедов, Акіф Мусаєв